# بازيلاء إسفينية
السنَّافة أو بازيلاء إسفينية أو بازيلاء مجيدة (الاسم العلمي: Gompholobium). جنس نبات من فصيلة البقولية. مهدها أستراليا.